# Supervivientes All Stars
Supervivientes All Stars es un programa de televisión del género reality show en el que, durante varias semanas, un grupo concursantes que ya participaron anteriormente en Supervivientes, regresan a la isla para sobrevivir en condiciones adversas. Se trata de la adaptación española de la versión «All Stars» del formato Survivor. Cabe destacar que el formato, producido por Cuarzo Producciones, se desarrolla en los Cayos Cochinos (Honduras).

## Equipo
| Galas semanales En localización | Debates Tierra de Nadie |

| Jorge Javier Vázquez |  |
|                      |  |
| Sandra Barneda       |  |
| Laura Madrueño       |  |

## Supervivientes All Stars (2024)
- 20 de junio de 2024 - 28 de julio de 2024 (38 días)

### Participantes
|                       |    | Edad                               | Conocido por ser… | Edición        | Puesto  | Duración       | Galas líder           | Galas nominado | Información |
| --------------------- | -- | ---------------------------------- | ----------------- | -------------- | ------- | -------------- | --------------------- | -------------- | ----------- |
| Marta Peñate          | 33 | Concursante de Gran Hermano 16     | SV 2022           | 2.ª finalista  | 38 días | 6.ª            | 3.ª, 5.ª, 7.ª y final | Ganadora       |             |
| Alejandro Nieto       | 34 | Modelo, Míster España 2015         | SV 2022           | Ganador        | 38 días | 5.ª            | 4.ª, 6.ª, 7.ª         | 2.º finalista  |             |
| Sofía Suescun         | 28 | Ganadora de Gran Hermano 16        | SV 2018           | Ganadora       | 38 días | 3.ª, 4.ª y 7.ª | 5.ª, 6.ª y final      | 3.ª finalista  |             |
| Jorge Pérez           | 41 | Modelo                             | SV 2020           | Ganador        | 38 días | Nunca          | 1.ª, 2.ª, 4.ª y 7.ª   | 7.º expulsado  |             |
| Logan Sampedro        | 32 | Modelo, Míster Global España 2017  | SV 2018           | 2.º finalista  | 35 días | Nunca          | 6.ª                   | 6.º expulsado  |             |
| Lola Mencía           | 27 | Participante de LIDLT 3            | SV 2021           | 13.ª expulsada | 32 días | Nunca          | 3.ª y 5.ª             | 5.ª expulsada  |             |
| Bosco Martínez-Bordiú | 26 | Sobrino de Pocholo Martínez-Bordiú | SV 2023           | Ganador        | 28 días | Nunca          | 2.ª y 4.ª             | 4.º expulsado  |             |
| Abraham García        | 33 | Participante de Gandía Shore       | SV 2014           | Ganador        | 21 días | 1.ª y 2.ª      | 3.ª                   | 3.er expulsado |             |
| Olga Moreno           | 48 | Exmujer de Antonio David Flores    | SV 2021           | Ganadora       | 14 días | Nunca          | 1.ª y 2.ª             | 2.ª expulsada  |             |
| Adara Molinero        | 31 | Concursante de Gran Hermano 17     | SV 2023           | 2.ª finalista  | 4 días  | Nunca          | 1.ª                   | 1.ª expulsada  |             |

### Estadísticas semanales
|           | Gala 0 | Gala 1   | Gala 2    | Gala 3    | Gala 4    | Gala 5    | Gala 6    | Semifinal | Final     | Final    | Final    |  |
| --------- | ------ | -------- | --------- | --------- | --------- | --------- | --------- | --------- | --------- | -------- | -------- |  |
| Marta     | Entra  | Salvada  | Salvada   | Nominada  | Salvada   | Nominada  | Líder     | Nominada  | Finalista | Nominada | Ganadora |  |
| Alejandro | Entra  | Salvado  | Salvado   | Salvado   | Nominado  | Líder     | Nominado  | Nominado  | Finalista | Líder    | Segundo  |  |
| Sofía     | Entra  | Salvada  | Salvada   | Líder     | Líder     | Nominada  | Nominada  | Líder     | Finalista | Nominada | Tercera  |  |
| Jorge     | Entra  | Nominado | Nominado  | Salvado   | Nominado  | Salvado   | Salvado   | Nominado  | Expulsado |          |          |  |
| Logan     | Entra  | Salvado  | Salvado   | Salvado   | Salvado   | Salvado   | Nominado  | Expulsado |           |          |          |  |
| Lola      | Entra  | Salvada  | Salvada   | Nominada  | Salvada   | Nominada  | Expulsada |           |           |          |          |  |
| Bosco     | Entra  | Salvado  | Nominado  | Salvado   | Nominado  | Expulsado |           |           |           |          |          |  |
| Abraham   | Entra  | Líder    | Líder     | Nominado  | Expulsado |           |           |           |           |          |          |  |
| Olga      | Entra  | Nominada | Nominada  | Expulsada |           |           |           |           |           |          |          |  |
| Adara     | Entra  | Nominada | Expulsada |           |           |           |           |           |           |          |          |  |

### Programas y audiencias

#### Galas
| Fecha           | Día             | Características del programa                                       | Audiencia          |
| --------------- | --------------- | ------------------------------------------------------------------ | ------------------ |
| 20/06/2024      | Jueves          | Gala 0 / Presentación de los concursantes y saltos del helicóptero | 1 381 000 (17,6%)  |
| 23/06/2024      | Domingo         | Gala 1 / Primeras nominaciones                                     | 1 225 000 (17,6%)  |
| 27/06/2024      | Jueves          | Gala 2 / Expulsión de Adara Molinero                               | 1 314 000 (18,6%)  |
| 04/07/2024      | Jueves          | Gala 3 / Expulsión de Olga Moreno                                  | 1 392 000 (19,6%)  |
| 11/07/2024      | Jueves          | Gala 4 / Expulsión de Abraham García                               | 1 378 000 (20,1%)  |
| 18/07/2024      | Jueves          | Gala 5 / Expulsión de Bosco Martínez-Bordiú                        | 1 218 000 (18,3%)  |
| 25/07/2024      | Jueves          | Semifinal / Expulsión de Logan Sampedro                            | 1 260 000 (20,2%)  |
| 28/07/2024      | Domingo         | Final                                                              | 1 393 000 (18,6%)  |
| Audiencia media | Audiencia media | Audiencia media                                                    | 1 310 000 (18,9%)* |

#### Tierra de nadie
| Fecha           | Día             | Características del programa                           | Audiencia         |
| --------------- | --------------- | ------------------------------------------------------ | ----------------- |
| 25/06/2024      | Martes          | Tierra de nadie 1 / Salvación de Jorge Pérez           | 1 314 000 (17,6%) |
| 02/07/2024      | Martes          | Tierra de nadie 2 / Salvación de Bosco Martínez-Bordiú | 1 243 000 (17,2%) |
| 08/07/2024      | Lunes           | Tierra de nadie 3 / Salvación de Marta Peñate          | 1 187 000 (16,5%) |
| 15/07/2024      | Lunes           | Tierra de nadie 4 / Salvación de Alejandro Nieto       | 1 058 000 (15,3%) |
| 22/07/2024      | Lunes           | Tierra de nadie 5 / Expulsión de Lola Mencía           | 1 247 000 (18,4%) |
| Audiencia media | Audiencia media | Audiencia media                                        | 1 210 000 (17,0%) |

#### Conexión Honduras
| Fecha           | Día             | Características del programa | Audiencia         |
| --------------- | --------------- | ---------------------------- | ----------------- |
| 30/06/2024      | Domingo         | Debate 1                     | 1 170 000 (15,2%) |
| 07/07/2024      | Domingo         | Debate 2                     | 1 295 000 (15,9%) |
| 16/07/2024      | Martes          | Debate 3                     | 1 107 000 (16,6%) |
| 21/07/2024      | Domingo         | Debate 4                     | 1 293 000 (17,0%) |
| 01/08/2024      | Jueves          | Debate 5                     | 1 020 000 (16,0%) |
| Audiencia media | Audiencia media | Audiencia media              | 1 177 000 (16,1%) |

#### Última hora
| Fecha           | Día             | Características del programa | Audiencia         |
| --------------- | --------------- | ---------------------------- | ----------------- |
| 24/06/2024      | Lunes           | Última hora 1                | 836 000 (5,7%)    |
| 26/06/2024      | Miércoles       | Última hora 2                | 1 124 000 (8,9%)  |
| 01/07/2024      | Lunes           | Última hora 3                | 975 000 (7,6%)    |
| 03/07/2024      | Miércoles       | Última hora 4                | 1 055 000 (9,6%)  |
| 12/07/2024      | Martes          | Última hora 5                | 608 000 (3,6%)    |
| 13/07/2024      | Miércoles       | Última hora 6                | 913 000 (7,0%)    |
| 17/07/2024      | Miércoles       | Última hora 7                | 1 174 000 (11,0%) |
| 23/07/2024      | Martes          | Última hora 8                | 1 115 000 (11,4%) |
| 24/07/2024      | Miércoles       | Última hora 9                | 939 000 (9,9%)    |
| Audiencia media | Audiencia media | Audiencia media              | 971 000 (8,3%)    |

## Supervivientes All Stars 2 (2025)
- 4 de septiembre de 2025 - act.

### Participantes
|                      |    | Edad                                    | Conocido por ser… | Edición        | Puesto | Duración | Galas líder | Galas nominado | Información |
| -------------------- | -- | --------------------------------------- | ----------------- | -------------- | ------ | -------- | ----------- | -------------- | ----------- |
| Elena Rodríguez      | 51 | Madre de Adara Molinero                 | SV 2020           | 11.ª expulsada | —      | —        | —           | —              |             |
| Gloria Camila Ortega | 29 | Hija de José Ortega Cano y Rocío Jurado | SV 2017           | 6.ª expulsada  | —      | —        | —           | —              |             |
| Iván González        | 33 | Tronista de MyHyV                       | SV 2017           | 4.º finalista  | —      | —        | —           | —              |             |
| Jessica Bueno        | 35 | Modelo, Miss Sevilla 2009               | SV 2011           | 11.ª expulsada | —      | —        | —           | —              |             |

## Palmarés
| Edición                     | Fecha | Presentador en plató | Presentador en la isla | Canal de emisión | Ganador      | Segundo Lugar   | Tercer lugar  |  |
| --------------------------- | ----- | -------------------- | ---------------------- | ---------------- | ------------ | --------------- | ------------- |  |
| Supervivientes: All Stars   | 2024  | Jorge Javier Vázquez | Laura Madrueño         | Telecinco        | Marta Peñate | Alejandro Nieto | Sofía Suescun |  |
| Supervivientes: All Stars 2 | 2025  | Jorge Javier Vázquez | Laura Madrueño         | Telecinco        |              |                 |               |  |

## Audiencia media
| Edición                     | Programas | Fecha | Duración | Cadena    | Espectadores | Cuota |
| --------------------------- | --------- | ----- | -------- | --------- | ------------ | ----- |
| Supervivientes: All Stars   | 8         | 2024  | 38 días  | Telecinco | 1 320 000    | 18,8% |
| Supervivientes: All Stars 2 |           | 2025  |          | Telecinco |              |       |